# Vy över världsutställningen i Paris 1867
Vy över världsutställningen i Paris 1867 (franska: L'Exposition universelle, Paris 1867) är en oljemålning av den franske konstnären Édouard Manet från 1867. Målningen ingår sedan 1923 i Nasjonalmuseets samlingar i Oslo. 
År 1867 organiserades den ditintills största världsutställningen på Marsfältet i Paris. Manet fick inte delta på utställningens konstmässa, men byggde en egen utställningspaviljong på en höjd vid Trocadéro. Från höjden hade han en magnifik utsikt över utställningsområdet. 
Målningen lämnades ofullbordad då konstnärens uppmärksamhet istället riktades mot att färdigställa Arkebuseringen av kejsar Maximilian.